# Burg Stargard, Altes Hospital
Burg Stargard, Altes Hospital este o arie protejată (arie specială de conservare — SAC, sit de importanță comunitară — SCI) din Germania întinsă pe o suprafață de 0,02 ha, integral pe uscat.

## Localizare
Centrul sitului Burg Stargard, Altes Hospital este situat la coordonatele 53°29′36″N 13°18′33″E / 53.4933°N 13.3092°E.

## Înființare
Situl Burg Stargard, Altes Hospital a fost declarat sit de importanță comunitară în aprilie 2004 pentru a proteja 2 specii de animale. Situl a fost protejat și ca arie specială de conservare în august 2016.

## Biodiversitate
Situată în ecoregiunea continentală, aria protejată nu include niciun habitat protejat.
La baza desemnării sitului se află mai multe specii protejate de  mamifere (2): liliac cârn (Barbastella barbastellus), liliac comun (Myotis myotis)